# 자겍스
자겍스(Jagex Ltd.)는 영국 케임브리지에 위치한 게임 회사이다. 자겍스라는 회사 이름은 Java Gaming Experts 또는 Just About the Gaming Experience의 약자이다. 자바 기반의 온라인 게임인 룬스케이프(RuneScape)로 가장 잘 알려져 있다.

## 역사
1998년, 자겍스의 창립자 앤드루 가워(Andrew Gower)는 케임브리지의 자택에서 혼자서 DeviousMud라는 게임을 만든다. DeviousMUD는 1999년에 처음 서비스된다. DeviousMUD는 훗날 자겍스의 가장 성공적인 게임이 되는 룬스케이프의 모태가 된다.
1999년, 앤드루 가워는 형제인 폴 가워(Paul Gower), 이안 가워(Ian Gower)와 함께 룬스케이프의 개발에 착수한다.
2001년 7월 4일, 룬스케이프가 처음으로 서비스된다.
2001년 12월, 앤드루 가워는 폴 가워, 콘스턴트 테더(Constant Tedder)와 함께 자겍스를 창립한다. 이때까지 1,000,000명 이상의 사람들이 룬스케이프를 플레이한다.
2002년 2월 27일, 매달 £3.20 ($5 USD)의 가격으로 더 다양한 퀘스트와 아이템을 즐길 수 있는 룬스케이프의 유료 버전이 도입된다.
2007년 5월 4일, 9,000,000명 이상의 무료 유저와 1,000,0000명 이상의 유료 유저들이 룬스케이프를 즐긴다.
2008년, 자겍스는 캐주얼 게임을 서비스하는 웹사이트인 FunOrb를 만든다.
2008년과 2009년에 룬스케이프가 기네스 세계 기록에 세계에서 가장 인기 있는 무료 MMORPG로 선정된다.
2010년, 자겍스는 창립 이후 처음으로 자바 기반이 아닌 플래시 기반의 게임인 War of Legends를 출시한다.
2013년 7월 기준으로, 룬스케이프는 영어, 독일어, 프랑스어와 포르투갈어로 서비스되고 있다.

## 수상 경력
자겍스는 2009년과 2010년에 ‘UK Games Developer of the Year’ Golden Joystick 상을 수상했다. 자겍스는 여러 차례 ‘Sunday Times Top 100 Best Companies to Work For’에 선정되었다.
2012년 11월, 자겍스는 National Online Recruitment Awards에 의해 “best major employer”로 선정되었다.

## 제작 • 배급한 게임
괄호 안의 숫자는 게임이 출시된 연도이다.
- RuneScape (2001)
- FunOrb (2008)
- Bouncedown (2009)
- War of Legends (2010)
- StarCannon (2010)
- Miner Disturbance (2010)
- Undercroft (2010)
- 8Realms (2011)
- Herotopia (2011)
- Carnage Racing (2012)
- Ace of Spades (2012)
- 2013년 기준으로, Stellar Dawn, Transformers Universe, Consoles 등의 게임이 개발 중에 있다.